# Frédéric Covili
Frédéric Covili (Moûtiers, 14 novembre 1975) è un ex sciatore alpino francese specialista dello slalom gigante.
È marito di Kristina Duvillard, a sua volta sciatrice alpina di alto livello.

## Biografia

### Stagioni 1993-2001
Originario di Praz-sur-Arly, Covili debuttò in campo internazionale in occasione dei Mondiali juniores di Monte Campione/Colere 1993; nella successiva rassegna iridata giovanile di Lake Placid 1994 vinse la medaglia d'oro nello slalom speciale e nella combinata e quella di bronzo nel supergigante. Esordì in Coppa del Mondo il 19 novembre 1995 a Beaver Creek in slalom speciale (9º).
Divenuto gigantista puro, in Coppa Europa ottenne il primo podio l'11 febbraio 1997 a Sella Nevea  e l'unica vittoria, nonché secondo e ultimo podio, il 12 febbraio 1999 nella medesima località. Nel 2001 vinse la medaglia di bronzo ai Mondiali di Sankt Anton am Arlberg, suo esordio iridato.

### Stagioni 2002-2010
Nella stagione 2001-2002 conquistò i suoi primi podi in Coppa del Mondo, tra i quali le due vittorie di carriera (il 28 ottobre a Sölden e il 16 dicembre in Alta Badia), che gli consentirono di aggiudicarsi la Coppa del Mondo di slalom gigante con 42 punti di vantaggio su Benjamin Raich. In quella stessa stagione ai XIX Giochi olimpici invernali di Salt Lake City 2002, sua unica presenza olimpica, si classificò al 15º posto.
Ai Mondiali di Sankt Moritz 2003, sua ultima presenza iridata, si classificò 11º  e il 14 dicembre dello stesso anno ottenne in Alta Badia l'ultimo podio in Coppa del Mondo (3º). Annunciò il ritiro il 21 gennaio 2009 (la sua ultima gara in Coppa del Mondo fu quella di Adelboden del 10 gennaio, nella quale non si qualificò per la seconda manche), pochi giorni prima dell'inizio dei Mondiali di Val-d'Isère; causa del ritiro anticipato rispetto alla fine della stagione potrebbe essere stata la decisione del selezionatore francese di non includerlo nel quartetto partecipante alla prova iridata. Continuò tuttavia a prendere parte ad alcune gare minori fino al definitivo ritiro, avvenuto in occasione di uno slalom gigante FIS disputato a Limone Piemonte il 28 marzo 2010, vinto da Covili.

## Palmarès

### Mondiali
- 1 medaglia:
  - 1 bronzo (slalom gigante a Sankt Anton am Arlberg 2001)

### Mondiali juniores
- 3 medaglie:
  - 2 ori (slalom speciale, combinata a Lake Placid 1994)
  - 1 bronzo (supergigante a Lake Placid 1994)

### Coppa del Mondo
- Miglior piazzamento in classifica generale: 12º nel 2002
- Vincitore della Coppa del Mondo di slalom gigante nel 2002
- 8 podi (tutti in slalom gigante):
  - 2 vittorie
  - 5 secondi posti
  - 1 terzo posto

#### Coppa del Mondo - vittorie
| Data             | Località   | Paese   | Specialità |
| ---------------- | ---------- | ------- | ---------- |
| 28 ottobre 2001  | Sölden     | Austria | GS         |
| 16 dicembre 2001 | Alta Badia | Italia  | GS         |

Legenda:

GS = slalom gigante

### Coppa Europa
- Miglior piazzamento in classifica generale: 5º nel 1999
- 2 podi:
  - 1 vittoria
  - 1 terzo posto

#### Coppa Europa - vittorie
| Data             | Località    | Paese  | Specialità |
| ---------------- | ----------- | ------ | ---------- |
| 12 febbraio 1999 | Sella Nevea | Italia | GS         |

Legenda:

GS = slalom gigante

### Campionati francesi
- 4 medaglie[3]:
  - 2 ori (slalom gigante nel 2002; slalom gigante nel 2003)
  - 2 bronzi (slalom gigante nel 1998; slalom gigante nel 2001)